# پدرا د لومه
پدرا د لومه (انگلیسی: Pedra de Lume) روستایی در بخش شمال شرقی جزیره سال، دماغه سبز، کیپ ورد است. این روستا در ساحل شرقی قرار دارد و حدود ۵ کیلومتر شرق پایتخت جزیره اسپارگوس واقع شده است. این روستا یک بندر کوچک و یک فانوس دریایی به نام Farol de Pedra de Lume دارد.

## حوضچه‌های نمک
پدرا دو لومه به خاطر حوضچه‌های تبخیر نمک (حوضچه تبخیر نمک) معروف است، که بهره‌برداری از آن‌ها از قرن ۱۸ آغاز شد. بر اساس گفته‌های زمین‌شناسان، آب‌های دریاچه از عمق زمین برخاسته‌اند، نه از نفوذ جانبی از اقیانوس. حوضچه‌های نمک در دهانه یک آتشفشان خاموش قرار دارند. این حوضچه‌ها به همراه کوه کاگارال، یک منظره حفاظت‌شده را تشکیل می‌دهند که مساحتی برابر ۸٫۰۲ کیلومتر مربع (۳٫۱۰ مایل مربع) را پوشش می‌دهد.

## تاریخ
پدرا دو لومه توسط Manuel António Martins تأسیس شد، که بهره‌برداری از حوضچه‌های نمک را در سال ۱۷۹۶ آغاز کرد. تونلی به حوضچه‌های نمک در سال ۱۸۰۴ ساخته شد و یک بندر در سال ۱۸۰۵ احداث گردید. تولید نمک در بیشتر قرن ۱۹ شکوفا شد، اما پس از سال ۱۸۸۷ که برزیل، مقصد اصلی صادرات، ممنوعیت واردات نمک را اعمال کرد، کاهش یافت. تولید نمک توسط شرکت فرانسوی Salins du Cap Vert در سال ۱۹۲۱ با نصب یک تراموای هوایی به طول ۱۱۰۰ متر برای حمل نمک احیا شد. تولید کنونی کم است و عمدتاً برای محصولات زیبایی و تالاسوتراپی مورد استفاده قرار می‌گیرد.